# Meteoridea kangauzi
Meteoridea kangauzi är en stekelart som beskrevs av Sergey A. Belokobylskij 1993. Meteoridea kangauzi ingår i släktet Meteoridea och familjen bracksteklar. Inga underarter finns listade i Catalogue of Life.